# Terry Branstad
Terry Branstad, właśc. Terry Edward Branstad (ur. 17 listopada 1946 w Leland, Iowa) – amerykański polityk, gubernator stanu Iowa (1983–1999, 2011 - 2017), członek Partii Republikańskiej. Najdłużej służący Gubernator Stanu Iowa w Historii Stanów Zjednoczonych. W latach 2017–2020 Ambasador USA do Chin.